# Gallatin (Teksas)
Gallatin je grad u američkoj saveznoj državi Teksas. Prema popisu stanovništva iz 2010. u njemu je živjelo 419 stanovnika.